# اره نوکی

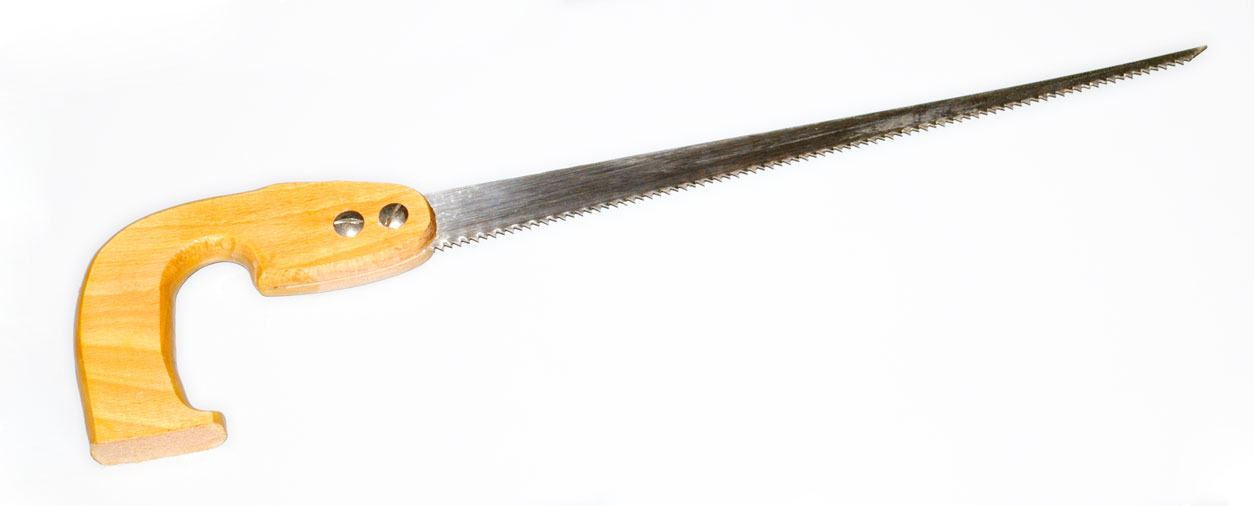
ارّه نوکی دسته چوبی

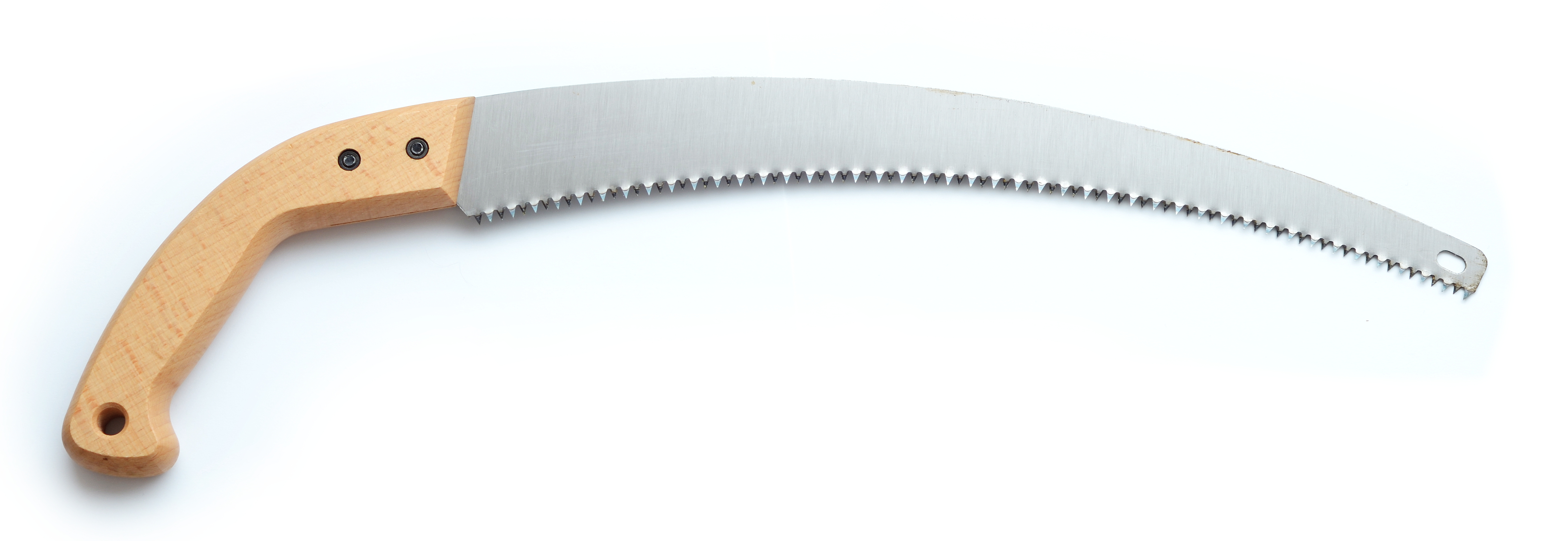
ارّه نوکی خمیده برای شاخه‌بری

ارّه نوکی نوعی ارّه است که از نظر فرم و شکل شبیه ارّهٔ دم روباه است ولی تیغهٔ آن به حدی باریک است که می‌توان منحنی‌هایی با قوس کوچک را نیز در چوب و صفحات فشرده مانند نئوپان و تخته سه‌لایی به‌وجود آورد.

## کاربرد
کاربرد این ارّه در قوس‌بری است و برای برش‌کاری در وسط چوب نیز کاربرد دارد. برای برش‌کاری در وسط چوب یاید ابتدا سوراخی را در چوب ایجاد کرد تا ارّه درون آن قرار گیرد.

## ویژگی‌ها
ارّه نوکی در انواع زیر وجود دارد
- تیغه ثابت
- تیغه متحرک
- تیغه میله‌ای

ضخامت تیغهٔ آن ۱٫۵ میلی‌متر و طول آن معمولاً ۳۰ سانتی‌متر است که البته این طول در اره‌های شاخه‌بر و گردبر به ۴۰ سانتی‌متر نیز می‌رسد.